# 紀門守
紀 門守（き の かどもり）は、奈良時代の貴族。官位は従五位下・鋳銭次官。

## 経歴
称徳朝の神護景雲元年（767年）等由気宮に五色の瑞雲が立ち上ったことを受けて改元が行われた際に、伊勢・三河両国司らに昇叙が行われ、三河目であった門守は正六位上から従五位下に叙爵される。翌神護景雲2年（768年）図書助次いで勅旨少丞と京官に遷る。
宝亀5年（774年）兵馬正、宝亀8年（777年）鋳銭次官と、光仁朝でも京官を歴任した。

## 官歴
『続日本紀』による。
- 時期不詳：正六位上。三河目
- 神護景雲元年（767年） 8月16日：従五位下
- 神護景雲2年（768年） 6月26日：図書助。11月13日：勅旨大丞
- 宝亀5年（774年） 3月5日：兵馬正
- 宝亀8年（777年） 10月13日：鋳銭次官